# Lostor
Lostor (Bromus) är ett släkte inom familjen gräs, omfattande omkring 100 arter särskilt i norra tempererade bältet. Några arter förekommer i tempererade delar av Sydamerika och i tropiska bergsområden.
I Europa förekommer omkring 40 arter och i Sverige knappt 15. Bland dessa märks renlosta, foderlosta och luddlosta som är vanliga i odlingsmarker liksom i vägkanter. Råglosta var i äldre tider ett vanligt ogräs på rågåkrar och ängslosta och klaselosta förekommer främst på ängar och i dikeskanter.
Andra vanliga arter är skugglosta, strävlosta och taklosta. Vissa arter odlas som prydnadsgräs.

## Fotnoter
1. 1 2 3  Carlquist, Gunnar, red (1937). Svensk uppslagsbok. Bd 17. Malmö: Svensk Uppslagsbok AB. sid. 637
2. 1 2 3  Nationalencyklopedin multimedia plus, 2000 (uppslagsord Lostor)
3. ↑  ”Den virtuella floran: Bromus secalinus L. - Råglosta”. linnaeus.nrm.se. http://linnaeus.nrm.se/flora/mono/poa/bromu/bromsec.html. Läst 30 juni 2019.